# Gérard Houllier
Gérard Houllier, OBE; (3. září 1947, Thérouanne, Francie – 14. prosince 2020, Paříž) byl francouzský fotbalový trenér, naposledy ve službách anglického klubu Aston Villa, ze kterého odešel v roce 2011 kvůli potížím se srdcem.
Mezi kluby, které v minulosti trénoval patří RC Lens (1982–1985), Paris Saint-Germain (1985–1988), a Liverpool (1998-2004), se kterým vyhrál Pohár UEFA v sezoně 2000/2001. Také dopomohl Olympique Lyon ke dvěma ligovým titulům v sezonách 2005-2006 a 2006-2007 než ohlásil rezignaci 25. května 2007.
Na mezinárodní scéně působil mezi lety 1988-1992 jako asistent francouzské fotbalové reprezentace a v letech 1992 a 1993 jako hlavní trenér. Na MS ve fotbale 1998 byl asistentem Aimé Jacqueta se kterým získal titul mistrů světa.
Houllier byl oceněn Řádem čestné legie za jeho služby francouzské kopané a byl mu propůjčen titul OBE za služby britské kopané.